# Zied Ben Mahjoub
Zied Ben Mahjoub – tunezyjski judoka. Startował w Pucharze Świata w 2006. Brązowy medalista mistrzostw Afryki w 2005 roku.